# Queen’s Sike
Der Queen’s Sike ist ein Wasserlauf in den Scottish Borders, Schottland und Cumbria, England. Er entsteht im Norden des Wilson’s Pike und fließt in östlicher Richtung. Bei seinem Zusammentreffen mit dem Clark’s Sike und einem unbenannten Zufluss entsteht der Kershope Burn.